# Марков, Фёдор Григорьевич

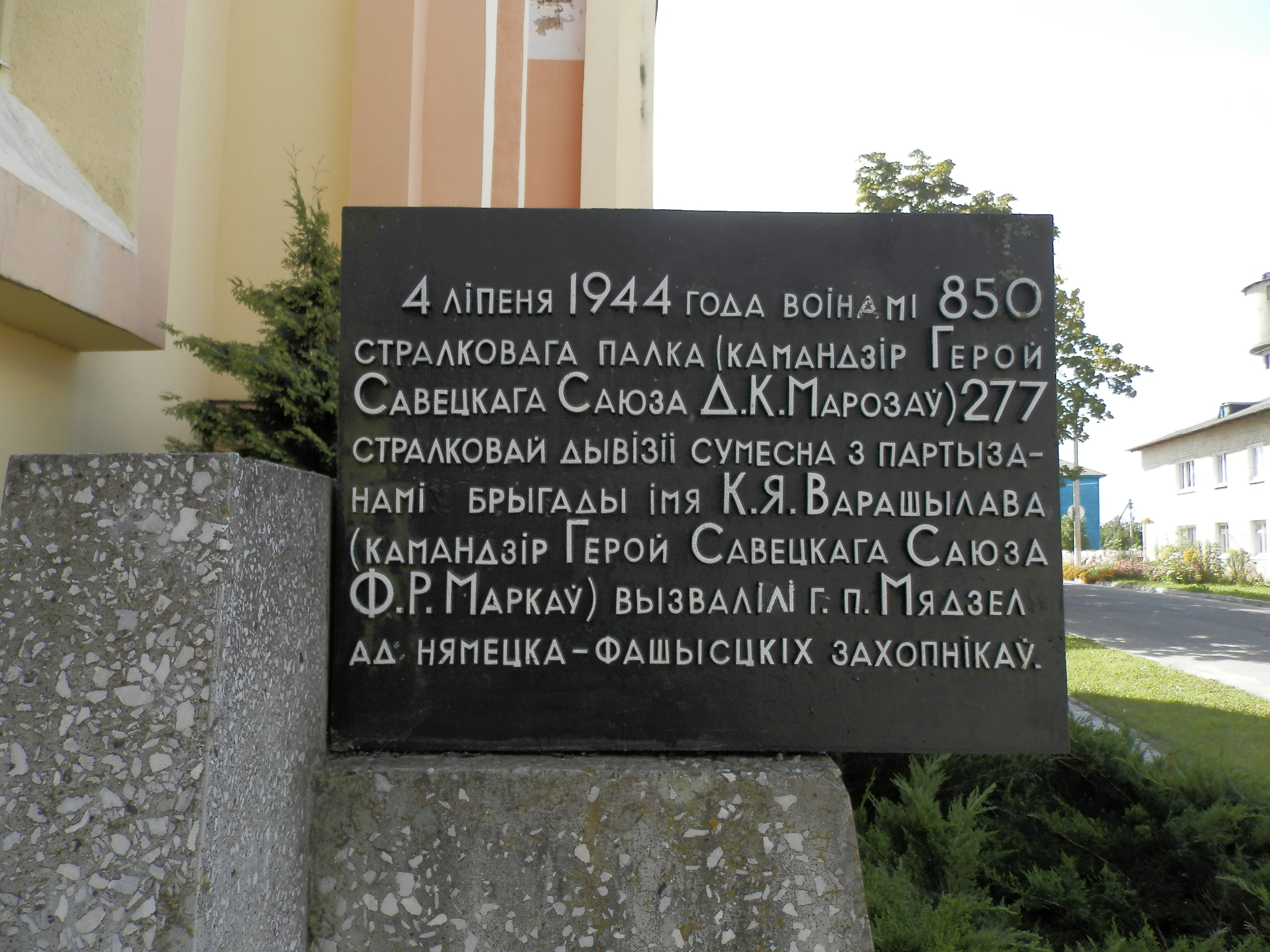
Памятная доска об освобождении города Мядель

Фёдор Григорьевич Марков (бел. Фёдар Рыгоравіч Ма́ркаў; 24 декабря 1913, Кочанишки — 27 января 1958, Молодечно) — советский офицер. В годы Великой Отечественной войны командир партизанской бригады имени Ворошилова Вилейской области, полковник. Герой Советского Союза (1944).

## Биография
Родился 24 декабря 1913 года в деревне Кочанишки Свенцянского уезда Виленской губернии (ныне деревня Кочанишки Витебской области Белоруссии).
В 1934 году окончил учительскую семинарию имени Юзефа Пилсудского в г. Свентяны. Член КПЗБ с 1934 года.
В 1936 году за революционную деятельность заключён польскими властями в концлагерь в Берёзе-Картузской, затем переведён в Лукишкскую тюрьму для политзаключённых в Вильно.
В сентябре 1939 года освобождён Красной Армией и назначен председателем Свентянского городского Совета.
С 1940 года — депутат Верховного Совета БССР, заместитель председателя Вилейского областного исполнительного комитета.
После окончания партизанской школы в деревне Белые Воды (Брянск) 26 августа 1941 года направлен в Поставский район БССР для организации диверсионной работы и развития массового партизанского движения в должности командира партизанской спецгруппы «170-Б».
Вначале Ф. Марков сформировал отряд имени Чапаева.
В новогоднюю ночь 1942 года усадебный дом в Шеметово был сожжён советскими партизанами из его отряда. Во время атаки погибли 19 человек, в том числе последняя хозяйка усадьбы Габриела Скирмунт, её дочь Лидия Габриела Карибут-Дашкевич, князь Юзеф (Иосиф) Друцкий-Любецкий и администратор имения Бочковский.
Громкую известность приобрела диверсия партизанского отряда на дороге Свецяны-Лынтупы. 20 мая 1942 года они расстреляли автомобиль, который ехал без охраны. Погибли высокопоставленные немецкие офицеры — гебитскомиссар Вилейского округа генерал Йозеф фон Бек, начальник жандармерии Вальтер Груль и ещё один офицер вермахта. Немцы взяли в заложники 200 жителей Лынтуп и окрестных деревень. Ими были распространены листовки с призывом партизанам сдаться, угрожая в противном случае расстрелять заложников. В итоге заложников расстреляли. Гебитскомиссар Вильно приказал расстрелять ещё 400 поляков из Свенцян. Дополнительно литовские полицейские расстреляли 1200 человек из Свенцянского района. В последующем по своей инициативе расстреляли 150 заключённых из Лукишской тюрьмы. За успешную диверсию Марков был назначен командиром партизанского отряда им. Суворова.

В ноябре 1942 года возглавил партизанскую бригаду им. Ворошилова, действовавшую на территории Вилейской области БССР и Швенчёнского района ЛитССР, являясь одновременно с апреля 1943 года начальником военно-оперативного отдела Вилейского подпольного обкома КП(б)Б.
«Летом сорок третьего Марков решил выбить немцев из деревни Шеметово и избрал для атаки ночь. Успех боевой операции могла обеспечить тщательно организованная разведка. На опасное задание вышли трое и среди них Лейб Гражулис. Двигались разведчики на расстоянии 15-20 метров друг от друга. Внезапно напоролись на засаду. В завязавшемся неравном бою все погибли» — вспоминал позднее уроженец города Свенцяны Перец Гражулис.
Летом 1943 года немецкий гарнизон под влиянием военных успехов Армии Крайовой покинул местечко Кобыльник (сейчас Нарочь; место массового уничтожения евреев). Воспользовавшись этим, поселение временно захватили «марковцы». Во время своей акции партизаны выгоняли из домов жителей местечка, а сам Кобыльник сожгли. 
28 августа 1943 года советские партизаны, возглавляемые Ф. Марковым, захватили базу бригады «Кмициц» польской Армии Крайовой возле деревни Гатовичи (сейчас Мядельский район). Одноклассник Маркова, командир польских «крайовцев» Антон Чехович (конспиративные имена «Бужинский», «Нурмо», «Кмициц») и порядка 80 «крайовцев» были расстреляны. Остальные были принудительно включены в партизанский отряд имени Ванды Василевской («васильки») и распределены между другими отрядами.
В последующем из остатков разгромленной бригады «Кмициц» поручик польской армии Зыгмунт Шендзеляж («Лупашка») сформировал новый отряд («зеленые»), на базе которого была затем сформирована 5-я Виленская бригада АК. Отношения между польскими и советскими партизанами были весьма враждебными.
22 февраля 1944 года партизаны Ф. Маркова всеми силами обрушились на соединение «Лупашки». Крайовцы вынуждены были отступить в сторону Вильно.
Указом Президиума Верховного Совета СССР «О присвоении звания Героя Советского Союза белорусским партизанам» от 1 января 1944 года за «образцовое выполнение правительственных заданий в борьбе против немецко-фашистских захватчиков в тылу противника и проявленные при этом отвагу и геройство и за особые заслуги в развитии партизанского движения в Белоруссии» удостоен звания Героя Советского Союза с вручением ордена Ленина и медали «Золотая Звезда» (№ 3240).

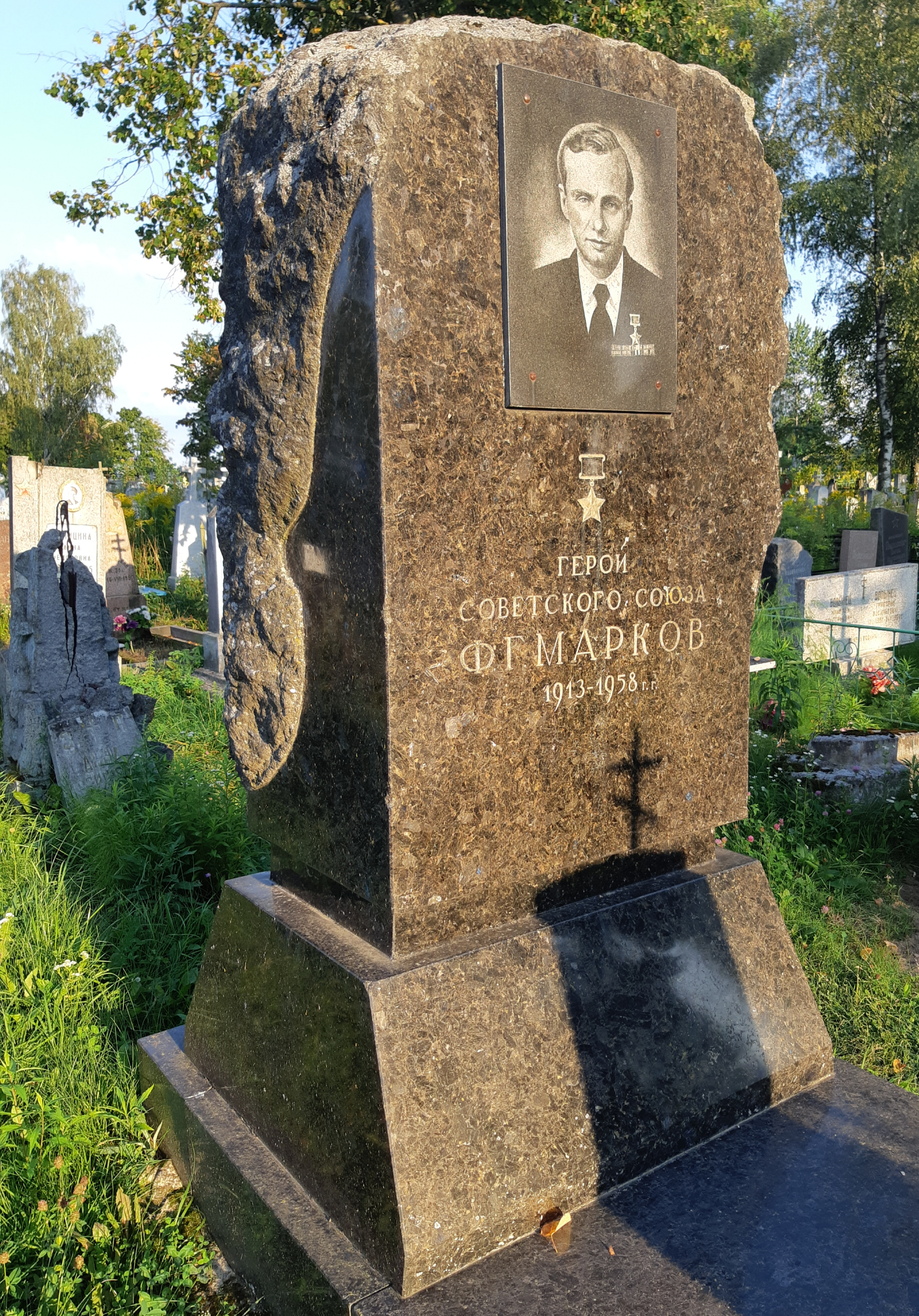
Могила Ф. Г. Маркова на Старом кладбище в Молодечно

С 1944 года Фёдор Григорьевич Марков — офицер запаса, заместитель председателя Вилейского, затем Молодечненского облисполкомов. В 1948 году окончил Высшую партийную школу при ЦК КПСС. Неоднократно избирался депутатом Верховного Совета БССР.
Умер 27 января 1958 года. Похоронен в городе Молодечно Минской области, где на улице, носящей имя Маркова, установлен бюст Героя.

## Награды и звания
- Герой Советского Союза, указ от 1 января 1944 года.
- Орден Ленина (дважды).
- Орден Трудового Красного Знамени.
- Медали.

## Память

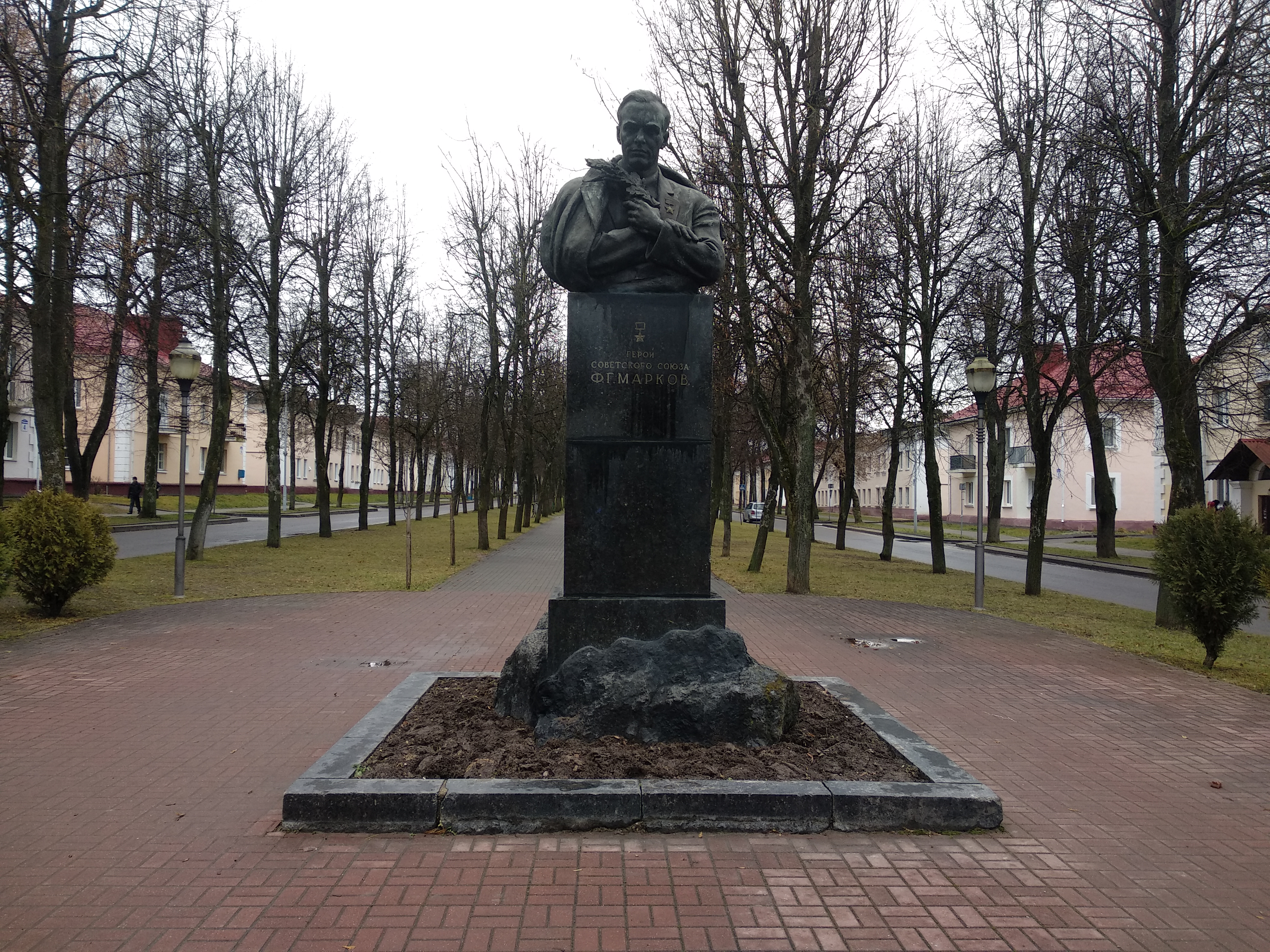
Бюст Ф. Г. Маркова в Молодечно

- Его именем названы улицы в городах Молодечно, Вилейка, Поставы[2], Мядель, в г. п. Лынтупы, аг. Нарочь, а также парк в Молодечно.
- В городе Молодечно Минской области на улице Маркова установлен его бюст.
- На кладбище в Молодечно, где похоронен Ф. Г. Марков, в 1958 году на могиле установлена стела с барельефом (скульптор — З. Азгур)
- На центральной площади города Поставы Витебской области также установлен его бюст.
- Стела с именем Ф. Г. Маркова на Аллее Героев в Поставах (пл. Ленина)[3].
- Музей Боевой славы имени Ф. Г. Маркова в д. Спонды Островецкого района Гродненской области[4]
- Имя Ф. Г. Маркова присвоено первичной организации БРСМ Поставского государственного колледжа (Поставы), на территории которого установлен бюст Героя.